# Семёнов, Вениамин Александрович
Вениами́н Алекса́ндрович Семёнов (р. 19 января 1934, село Пономарёво, Чарышский район, Алтайский край, СССР) — советский и российский гидролог. Доктор географических наук, профессор, ведущий научный сотрудник Всероссийского научно-исследовательского института гидрометеорологической информации — Мирового центра данных (ВНИИГМИ-МЦД), профессор Калужского государственного университета имени К. Э. Циолковского.

## Биография
Вениамин Семёнов родился 19 января 1934 года в селе Пономарёво Чарышского района Алтайского края.
В 1957 году окончил геолого-географический факультет Томского государственного университета по специальности «Гидрология суши».
В 1964 году окончил заочную аспирантуру при Центральном институте прогнозов в Москве по той же специальности. В 1965 году в Центральном институте прогнозов защитил диссертацию на соискание учёной степени кандидата географических наук по теме «Исследования условий формирования весеннего стока в Центральном Казахстане». В 1967 году стал старшим научным сотрудником.
В 1971 году работал консультантом-гидрологом в Монголии.
Работал на должности инженера экспедиции по изучению водных ресурсов Центрального Казахстана, младшего, старшего научного сотрудника, заведующего сектором, отделом Казахского научно-исследовательского гидрометеорологического института (Алма-Ата).
Занимался воднобалансовыми исследованиями засушливых и горных районов, орошаемых земель. Руководил подготовкой научно-справочных монографий «Ресурсы поверхностных вод СССР» по территории Южного и Восточного Казахстана, Горного Алтая.
С 1972 года работал заведующим лабораторией водного кадастра, начальником созданного им Центра данных государственного учёта вод.
В настоящее время — главный научный сотрудник Всероссийского научно-исследовательского института гидрометеорологической информации — Мирового центра данных (ВНИИГМИ-МЦД) в Обнинске. Руководил разработкой автоматизированных систем сбора, обработки, хранения и распространения гидрологической информации по режиму рек, снежному покрову в горах; занимается исследованиями влияния изменений климата на водные ресурсы и гидрологический режим рек, особенно на опасные гидрологические явления.
В 1986 году в Институте географии Сибирского отделения РАН в Иркутске защитил диссертацию на соискание учёной степени доктора географических наук по теме «Ресурсы поверхностных вод засушливых внутриконтинентальных территорий и информационное обеспечение их оценки». В 1995 году Семёнову присвоено учёное звание профессора по кафедре географии.
С 1993 года — профессор Калужского государственного университета имени К. Э. Циолковского (по совместительству). Руководит аспирантурой по геоэкологии и созданной им научной школой по гидроэкологии; исследованиями по грантам РФФИ и Правительства Калужской области антропогенного и климатического влияния на водные ресурсы и экологическое состояние водных объектов юга Нечерноземья. Аналогичная научная школа создана им в Горно-Алтайском государственном университете, куда он ежегодно, во время отпуска, уезжает для руководства аспирантами, соискателями и участия с ними в научных экспедициях, работе по грантам РФФИ и Всемирного фонда дикой природы. Среди учеников — 12 кандидатов наук.
С 1976 по 2002 год избирался членом-докладчиком Комиссий гидрологии Всемирной метеорологической организации, является членом Российского национального комитета по Международной гидрологической программе ЮНЕСКО.
Автор и соавтор более 250 публикаций, в том числе 18 монографий, 4 учебных пособий, наставлений и нескольких методических руководств (в том числе международных), гидрологических карт в 3 атласах, нескольких докладов, опубликованных на английском языке и монографии «Ресурсы поверхностных вод Монголии» (на монгольском языке). Организатор и один из участников создания на технических носителях базы данных банка «Гидрология — реки и каналы» по территории бывшего СССР.

## Участие в профессиональных и общественных организациях
- Академик Международной академии проблем сохранения жизни (1996)
- Академик Российской академии водохозяйственных наук (1998)

## Награды
- Орден Трудового Красного Знамени
- Две медали
- Серебряная медаль ВДНХ
- Знак «Отличник Гидрометслужбы СССР»
- Премия имени К.Э. Циолковского